# Pseudacris fouquettei
Pseudacris fouquettei es una especie de anfibio anuro de la familia Hylidae.

## Distribución geográfica
Esta especie es endémica de los Estados Unidos. Se encuentra en:
- el este de Oklahoma;
- el sureste de Misuri;
- Arkansas
- el este de Texas;
- Luisiana;
- el este y sur de Mississippi;
- el lejano oeste de Tennessee.[5]

## Taxonomía
Hasta 2007, los especímenes de esta especie se consideraban pertenecientes a Pseudacris feriarum.

## Etimología
Esta especie lleva el nombre en honor a Martin Jack Fouquette, Jr..

## Publicación original
- Lemmon, Lemmon, Collins & Cannatella, 2008: A new North American chorus frog species (Amphibia: Hylidae: Pseudacris) from the south-central United States. Zootaxa, n.º 1675, p. 1-30.[6]